# Verwaltungsgliederung Panamas
Die Verwaltungsgliederung Panamas ist die administrative Aufteilung des Staatsgebietes von Panama in zehn Provinzen (provincias) und sechs indigene Territorien (comarcas indígenas), davon vier mit Provinzstatus und zwei mit Comarcastatus. Weiterhin unterteilen sich diese in Bezirke (distritos) und darunter in Corregimientos.

## Geschichte
Mit der Ausrufung der Republik Panama im Jahr 1903 wurde das Land in Provinzen organisiert, die wiederum gemäß den Bestimmungen der panamaischen Verfassung von 1904 in Gemeinden (municipios) aufgeteilt wurden. Mit Artikel 192 der politischen Verfassung von 1946 wurde die Bezeichnung Bezirk eingeführt, womit das Gebiet benannt wurde, auf das sich die kommunale Wirkungskraft erstreckte. In dieser Verfassung war der Bezirk jedoch nicht Teil der territorialen Organisation des Landes, da das Gebiet gemäß Artikel 5 in autonome Gemeinden unterteilt war, die in Provinzen gruppiert waren. Im Gegensatz dazu versteht Artikel 232 der aktuellen politischen Verfassung die Gemeinde als autonome politische Organisation der in einem Bezirk ansässigen Gemeinde. Das heißt, der Bezirk wird von der Gemeinde bestimmt, die in einem Gebiet ansässig ist, das dem Handeln der Gemeinde unterliegt.
Was die Corregimientos betrifft, so wurden sie erstmals in der politischen Verfassung von 1941 eingeführt, in deren Artikel 5 die Provinzräte ermächtigt wurden, die Bezirke in Corregimientos zu unterteilen. Nachdem sie aus der Verfassung von 1946 gestrichen worden waren, traten sie in Artikel 5 der Verfassung von 1972 in Kraft, der sie als politische Basis des Staates mit breiter Vertretung und politischer Kampfbereitschaft im Kontext der Gemeinde selbst, in der Gemeinde, anerkannte Provinzrat und sogar in der gesetzgebenden Körperschaft. Dieses Übergewicht wurde jedoch mit der Reform der Bestimmung im Jahr 1983 unterdrückt und ihre Vertretung auf lokaler und provinzieller Ebene vorbehalten.
Im Zusammenhang mit der Schaffung von indigenen Territorien wurden diese erstmals im Gesetzgebungsakt von 1928 eingeführt, der Artikel 4 der panamaischen Verfassung von 1904 änderte und die Möglichkeit der Schaffung von Regionen mit von den bereits bestehenden Provinzen getrennten Territorien erklärte.

## Provinzen

Karte der Provinzen Panamas

Die Provinz ist die größte politische Abteilung in die Panama unterteilt ist. Sie besteht aus den gesetzlich festgelegten Bezirken.
Um eine neue Provinz zu gründen, ist folgendes erforderlich:
- Dass das Gebiet der künftigen Provinz laut der letzten Volkszählung eine Mindestbevölkerung von 15 % der Gesamtbevölkerung des Landes hat.
- Eine Territorialfläche von mindestens 4.000 km².
- Die physische Abgrenzung des Provinzgebiets.
- Ein sozioökonomischer und finanzieller Bericht des Ministeriums für Wirtschaft und Finanzen.
- Die positive Entscheidung der Bürger und Behörden der Bezirke durch Bürgerbefragung vor Ort.
- Ein Bericht der technischen Studie der Nationalen Kommission zu politisch-administrativen Grenzwerten.
- Dass die Provinz, der das Territorium entzogen wurde, über eine mindestens gleich große Bevölkerungszahl und Territorialfläche wie die neue Provinz verfügt.

## Bezirke

Karte von Panama, unterteilt in Bezirke im Jahr 2020

Der Bezirk ist die politisch-administrative Teilung des Territoriums der Provinz, bestehend aus Corregimientos.
Um einen neuen Bezirk zu gründen, ist folgendes erforderlich:
- Eine Wohnbevölkerung im Gebiet von 25.000 Einwohnern, wovon 1500 in der Bezirksstadt wohnen müssen.
- Die physische Abgrenzung des Bezirksgebietes.
- Ein sozioökonomischer und finanzieller Bericht des Ministeriums für Wirtschaft und Finanzen.
- Ein Vorbericht der beteiligten Kommunalverwaltungen.
- Die positive Entscheidung der Bürger und Behörden der Bezirke durch Bürgerbefragung vor Ort.
- Ein Bericht der technischen Studie der Nationalen Kommission zu politisch-administrativen Grenzwerten.
- Dass der Territorialbezirk, aus dem das Gebiet entnommen wird, mindestens über eine Bevölkerungszahl und eine Territorialfläche verfügt, die der des neuen Bezirks entspricht.

## Corregimientos
Die Corregimientos stellen territoriale Wahlkreise dar, die einen ihnen rechtlich entsprechenden Bezirk bilden.
Um ein neues Corregimiento zu gründen, ist folgendes erforderlich:
- In städtischen Gebieten eine Wohnbevölkerung von mindestens 3000 Einwohnern, davon müssen mindestens 500 in der Hauptstadt ansässig sein. – In ländlichen Gebieten eine Bevölkerung von mindestens 1000 Einwohnern, davon müssen mindestens 250 in der Hauptstadt ansässig sein.
- Die physische Abgrenzung des Gemeindegebiets.
- Ein von mindestens 10 % der Bürger des künftigen Bezirks unterzeichneter Vorschlag, der durch eine Bürgerbefragung vor Ort zusammengestellt wird.
- Ein sozioökonomischer und finanzieller Bericht des Ministeriums für Wirtschaft und Finanzen.
- Ein Bericht der technischen Studie der Nationalen Kommission zu politisch-administrativen Grenzwerten.
- Dass der Territorialbezirk, dem das Gebiet entzogen wurde, über eine Bevölkerungszahl und eine Territorialfläche verfügt, die mindestens der des neuen Bezirks entspricht.

## Indigene Territorien
Das Gesetz 65 von 2015 legt fest, dass bei der Schaffung von indigene Territorien die in der Verfassung und im Gesetz festgelegten Anforderungen zu beachten sind.
Das erste indigene Territorium, das durch Gesetz 16 vom 19. Dezember 1953 geschaffen wurde, war die Region San Blas (heute Guna Yala); Es folgten Emberá-Wounaan (Gesetz 22 vom 8. November 1983), Guna de Madugandí (Gesetz 24 vom 12. Januar 1996), Ngöbe-Buglé (Gesetz 10 vom 7. März 1997), Guna de Wargandí (Gesetz 34 vom Juli 2000), und Naso Tjër Di (Gesetz 188 vom 4. Dezember 2020).